# Neomyia thoracica
Neomyia thoracica är en tvåvingeart som först beskrevs av Zielke 1971.  Neomyia thoracica ingår i släktet Neomyia och familjen husflugor. Inga underarter finns listade i Catalogue of Life.